# 岐阜市勤労者ふれあいセンター
岐阜市勤労者ふれあいセンター（ぎふしきんろうしゃふれあいセンター）は、岐阜県岐阜市長良にある公共施設。サンライフ岐阜とも称する。

## 概要
- 勤労者の福祉向上、健康保持、体力増強、市民の文化、教養の向上を目的とした施設である。1984年（昭和59年）10月開館。
- 指定管理者制度を導入しており、技研サービスが管理運営する[2]。

## 施設
- ホール
- 研修室（A・B・C）
- 会議室（A・B）
- 和室（A・B）
- 談話室
- トレーニングルーム

## 利用案内
- 住所：岐阜県岐阜市長良1029番地3
- 開館時間：9:00～21:00　※祝日は9:00～17:00
- 休館日：月曜日（月曜日が祝日の場合、翌日以降の最初の祝日ではない日）、年末年始（12月29日から1月3日）

## 交通アクセス
- 岐阜バス「サンライフ岐阜前」バス停より徒歩約5分
  - 名鉄岐阜駅（名鉄岐阜のりば）・岐阜駅（JR岐阜駅バスターミナル）より、おぶさ墨俣線【N41】「おぶさ」（岐阜公園経由）行き
  - 岐阜駅（JR岐阜駅バスターミナル）より、忠節長良線【C31】「おぶさ」（県岐商前経由）行き　※平日のみ運行
  - 名鉄岐阜駅（名鉄岐阜のりば）・岐阜駅（JR岐阜駅バスターミナル）より、加野団地線「三輪釈迦」（県岐商前経由）行き　※学休日運休
- ながらうかいバス「サンライフ岐阜前」バス停より徒歩約5分
- ひのっこバス「サンライフ岐阜前」バス停より徒歩約5分

※岐阜バスの「サンライフ岐阜前」バス停は「おぶさ」方面のみのバス停。岐阜駅方面のバス停は「長良堀田」バス停。

## 周辺施設
- 岐阜県立長良高等学校
- 岐阜県立長良特別支援学校
- 岐阜市立長良小学校
- 岐阜市立長良東小学校
- 長良公園
- Vタウン長良店